# Marc Aaronson
Marc Aaronson, född 24 augusti 1950 i Los Angeles, död 30 april 1987 i Arizona, var en amerikansk astronom.
Han utbildades vid California Institute of Technology, och började sedan arbeta som associerad professor inom astronomi vid University of Arizona. Aaronson och Jeremy Mould vann Georg Van Briesbroeck-priset år 1981 och Newton Lacy Pierce-priset i astronomi år 1984 från American Astronomical Society.
Aaronson dog i en olycka vid skymningen den 30 april 1987 i Mayalls 4-metersteleskop. Aaronson hade blivit klämd av teleskopet.
Asteroiden 3277 Aaronson är uppkallad till hans ära.

### Fotnoter
1. ↑  läs online, aas.org .[källa från Wikidata]
2. ↑  läs online, aas.org .[källa från Wikidata]
3. ↑  ”Aaronson, Marc A.”. Who Was Who in America, 1993-1996, vol. 11. New Providence, N.J.: Marquis Who's Who. 1996. sid. 1. ISBN 0-8379-0225-8
4. ↑  Schmadel, Lutz D. (2007). Dictionary of Minor Planet Names – (3277) Aaronson. Springer Berlin Heidelberg. sid. 273. ISBN 978-3-540-29925-7. https://link.springer.com/referenceworkentry/10.1007/978-3-540-29925-7_3278. Läst 29 januari 2024